# Aikatsu!
Aikatsu! también conocido como Aikatsu! Idol Activity (アイカツ! アイドルカツドウ Aikatsu! Aidoru Katsudō!?), es un juego de cartas coleccionables de Bandai. El juego gira en torno al uso de cartas coleccionables que ofrecen varias prendas de ropas para ayudar a las idols aspirantes a pasar las audiciones. Una adaptación al anime, realizada por Sunrise, comenzó a emitirse el 8 de octubre de 2012. Además se han desarrollado videojuegos para Nintendo 3DS, mangas y novelas ligeras basadas en este juego.

## Argumento
La serie tiene lugar en la Escuela Starlight (スターライト学園 Sutāraito Gakuen?), una prestigiosa escuela femenina donde se imparte tanto educación secundaría como bachillerato/preparatoria, donde las chicas se entrenan para convertirse en idols y participar en diversas actuaciones. Para participar en estas actuaciones, las chicas usan tarjetas Aikatsu, tarjetas especiales que contienen vestidos y accesorios digitalizados de varias marcas que son utilizados para vestirse en sus actuaciones. Qué lo hagan bien depende, a menudo, de la combinación adecuada de estas cartas. En los videojuegos, el jugador toma el papel de una nueva estudiante, que debe entrenar para convertirse en una idol y llegar a la cima.
La serie de anime sigue a una chica llamada Ichigo Hoshimiya, quien gracias a la actuación de la famosa y exitosa idol Mizuki Kanzaki, decide matricularse en la Academia Starlight junto a su mejor amiga, Aoi Kiriya. Junto con su compañera de clase, Ran Shibuki, Ichigo y Aoi pasan cada día entrenando para las actuaciones, con el objetivo de convertirse en las mejores idols. La historia sigue con la segunda temporada donde aparece una academia nueva para idols llamada Academia Dream donde estudian nuevas idols como Seira Otoshiro, Ki Saegusa, Sora Kazesawa y Maria Himesato. La tercera temporada sigue a Akari Ozora como nueva protagonista y a las nuevas idols de Escuela Starlight, Sumire Hikami y Hinaki Shinjo. La cuarta temporada se centra en que Luminas (Akari Ōzora, Sumire Hikami y Hinaki Shinjō) hacen un tour recorriendo todo Japón, durante esta nueva aventura conocerán a nuevas idols.

## Personajes

### Protagonistas originales
Ichigo Hoshimiya (星宮 いちご Hoshimiya Ichigo?)
Seiyū: Sumire Morohoshi
Ichigo es una estudiante de primer año de secundaria. Una vez que se une a Starlight Academy, su carrera como idol comienza. Ella es un novata, pero también es optimista y trabaja duro para dejarla florecer el talento. Ella no sabe mucho sobre el mundo del espectáculo, por lo que siempre tiene a su mejor amiga, Aoi enseñándole. Ella trabajaba en una tienda de bento con su madre y su hermano raichi.
El sueño original de Ichigo iba a heredar de su madre la tienda de bento para llevar. Un día, un concierto de Mizuki Kanzaki dejó una gran impresión en ella y gracias al apoyo de su madre decidió seguir sus propios sueños como idol. En su primera actuación, se las arregla para hacer un llamamiento especial y pasar la audición en Starlight Academy junto a su mejor amiga Aoi. Después de ver trabajar a Mizuki, Ichigo comenzó a trabajar duro en cada pequeña cosa que ella hacía divirtiéndose al máximo. Ichigo no sólo trabaja duro, sino que además tiene un talento que sólo un puñado de idols tienen, probablemente más que Mizuki. Ichigo piensa que ella será capaz de permanecer al lado de Aoi todo el camino en Starlight Academy. Su marca de ropa favorita es Angely Sugar.
Aoi Kiriya (霧矢 あおい Kiriya Aoi?)
Seiyū: Azusa Tadokoro
Aoi es la amiga de la infancia de Ichigo, y suele tener bastante información privilegiada sobre las idols. Esto se debe a que ella había estado estudiándolas durante todo el tiempo que pudo, haciendo sus deberes temprano para poder tener más tiempo. Durante el examen de ingreso a Starlight Academy, Aoi respondido correctamente a todas las preguntas relativas a idols. Es además mucho más madura que Ichigo y a veces la tiene que mostrar el camino correcto. También observa a las demás idols antes de una actuación para conocer sus debilidades. Aoi tiene miedo de saber que no va a estar con Ichigo durante todo el recorrido en Starlight Academy. Su marca favorita es Futuring Girl.
Ran Shibuki (紫吹 蘭 Shibuki Ran?)
Seiyū: Ayaka Ōhashi
Ran es compañera de clase de Ichigo, y vigila secretamente a Ichigo y Aoi, sabe que no van a estar juntas para siempre y un día se enfrentarán. A diferencia de Ichigo y Aoi, Ran es una idol profesional. Había estado un poco solitaria después de que su amiga y excompañera de cuarto, Mako, tuviese que abandonar Starlight Academy, probablemente porque ella había perdido la confianza, pero pronto se hace amiga de Ichigo y Aoi. Esconde sus sentimientos a otras personas desde que es llamada 'Hermosa Espada' porque nunca sonríe. Siempre entra en el escenario con el pie izquierdo, ya que era como lo hacía Mako. Su marca favorita es Spicy Ageha.
Otome Arisugawa (アリスガワオトメ Arisugawa Otome?)
Seiyū: Tomoyo Kurosawa
Otome es una estudiante de la Academia Starlight, sus signo es Tauro y debutó en el episodio 10 en el anime. Ella tiene el pelo color naranja. Ella es una ídol del tipo pop.
Ella tiene una personalidad burbujeante, y su marca favorita es Happy Rainbow. Ella creó la unidad Powapowa-Puririn junto con Sakura y Shion.
Yurika Todo (トドユリカ Tōdō Yurika?)
Seiyū: Manami Numakura
Yurika es una chica que apareció en el episodio 19 en el anime. Su comida favor es el ramen de ajo.
Su signo es Capricornio, ella tiene el "pelo color verde claro" y cuando canta fue interpretada por Moe Yamazaki.
Sakura Kitaoji (キタオジサクラ Kitaōji Sakura?)
Seiyū: Kiyono Yasuno
Sakura es una chica que tiene pelo rosa, en el anime debutó en el episodio 26. Ella comparte su seiyū con Lumiere de Kirakira PreCure a la Mode y Elena Amamiya/Cure Soleil de Star Twinkle PreCure. El nombre Sakura significa flor de cerezo.
Kaede Ichinose (イチノセカエデ Ichinose Kaede?)
Seiyū: Yūna Mimura
Kaede es una chica que cumple el 23 de noviembre. Su signo es Sagitario y debutó en el episodio 34 del anime. Ella tiene el pelo color rojo y ella ez muy parecida a Rin Natsuki de Yes! PreCure 5. El apellido de la seiyū Mimura tiene el mismo que Mimura de Doki Doki! PreCure.

### Segunda generación
Akari Ōzora (オゾラアカリ Ōzora Akari?)
Seiyū: Shino Shimoji
Ella es la mejor compañera de Sumire, ella también tiene una Torte Coord. Su marca favorita es Dreamy Crown junto con Tsubaki Saionji, ambas son del signo Aries. Ella es una ídol del tipo lindo al igual que Ichigo, su color principal es el rosa ya que es una líder. Su diseñador de marca es Tsubasa Sena. Ella está afiliada con Skips junto con Madoka.
En su Torte Coord, su nombre es Apricot Torte Coord, su color principal es el rosa caliente.
Sumire Hikami (ヒカミスミレ Hikami Sumire?)
Seiyū: Yū Wakui
Ella comparte voz con Charles Charlotte. Su marca favorita es LoLi GoThiC al igual que Yurika. ella es hermosa y tiene una personalidad tranquila. Su comida favorita es el té rojo y los bollos. Su especialidad es leer la fortuna. Ella tiene ictiofobia (miedo a los peces muertos).
Hinaki Shinjō (シンジョヒナキ Shinjō Hinaki?)
Seiyū: Yui Ishikawa
Su marca favorita es Vivid Kiss. Ella es mejor amiga de Juri Kurebayashi. Sus comidas favoritas son el Acai Crepes de frutas, pomelos y las bebidas con Vitamina C. Hinaki es energética, su color principal es el amarillo y tiene el pelo corto. Su estatura mide 154cm.
Juri Kurebayashi (クレバヤシジュリ Kurebayashi Juri?)
Seiyū: Aya Saitō
Juri es la mejor amiga de Hinaki, ella es una ídol del tipo sexy utilizando su marca favorita Sangria Rosa. Ella es muy apasionada, su comida favorita es el jamón y su padre es Serio Kamino, un chef español. Ella mide 158cm. Su color principal es el Rojo Carmesí.
Rin Kurosawa (クロサワリン Kurosawa Rin?)
Seiyū: Yūki Takada
Rin tiene a su hermana mayor, ya que su nombre real es desconocido. Su traducción puede ser como caliente. Ella parece tener una personalidad fría. Su cumpleaños cae en el año nuevo y tiene el mismo apellido que Michiru Kurosawa.
Madoka Amahane (アマハネマドカ Amahane Madoka?)
Seiyū: Chihiro Kawakami
Madoka es una chica que debutó en 2015. Comparte nombre de pila con Madoka Kaguya/Cure Selene de Star Twinkle PreCure. Ella es una linda ídol.
Nono Daichi (ダイチノノ Daichi Nono?)
Seiyū: Kotori Koiwai
Lisa Shirakaba (シラカバリサ Shirakaba Risa?)
Seiyū: Sanae Fuku

### Academia Dream
Seira Otoshiro (オトシロセイラ Otoshiro Seira?)
Seiyū: Kaori Ishihara
Ki Saegusa (サエグサキ Saegusa Kī?)
Seiyū: Chuna
Sora Kazesawa (カゼサワソラ Kazesawa Sora?)
Seiyū: Minami Takahashi
Maria Himesato (ヒメサトマリア Himesato Maria?)
Seiyū: Misako Tomioka

### Otros personajes originales
Mizuki Kanzaki (カンザキミズキ Kanzaki Mizuki?)
Seiyū: Minako Kotobuki
Mizuki es cuando vio a Ichigo. Comparte voz con Rikka Hishikawa/Cure Diamond. Su signo es Virgo.
Mikuru Natsuki (ナツキミクル Natsuki Mikuru?)
Seiyū: Aya Suzaki
Mikuru es la mejor amiga de Mizuki.
Miyabi Fujiwara (フジワラミヤビ Fujiwara Miyabi?)
Seiyū: Akira Sekine
Ella es muy seria y es Virgo igual que Mizuki.
Kokone Kurisu (クリスココネ Kurisu Kokone?)
Seiyū: Kanae Ito
Se intercambió de la Escuela Starlight.
Nina Dojima (ドジマニジャ Dōjima Nina?)
Seiyū: Asami Yano

### Familia

#### Familia Hoshimiya
- Ringo Hoshimiya (ホシミヤリンゴ Hoshimiya Ringo?)

Seiyū: Mamiko Noto
Ella es la madre de Ichigo y Raichi y es buen amiga de Orihime Mitsuishi.
- Raichi Hoshimiya (ホシミヤライチ Hoshimiya Raichi?)

Seiyū: Asami Seto
Raichi es el menor de la familia y el hermano menor de Ichigo, que es un gran admirador de Mizuki, lo que influyó en que Ichigo se convirtiera en fan. Adora el mundo de los ídolos y está muy enamorado de Aoi. En la tercera temporada, comienza a asistir a la escuela secundaria a la que asistieron Ichigo y Aoi hace tres años.
- Taichi Hoshimiya (ホシミヤタイチ Hoshimiya Taichi?)

Seiyū: Takehito Koyasu
El padre de Ichigo y Raichi, que a menudo viaja debido a sus negocios. A menudo cuenta historias aparentemente salvajes sobre lo que sucede durante sus viajes, pero nunca ha dicho una mentira.

#### Familia Kitaōji
- Sakon Kitaoji (キタオジサコン Kitaōji Sakon?)

Seiyū: Mutsumi Tamura

#### Familia Ōzora
- Koharu Ōzora (オゾラコハル Ōzora Koharu?)

Seiyū: Kyōko Hikami
- Manabu Ōzora (オゾラマナブ Ōzora Manabu?)

Seiyū: Seirō Ogino

#### Familia Hikami
- Azusa Hikami (ヒカミアズサ Hikami Azusa?)

Seiyū: Miki Hase

#### Familia Shinjō
- Ema Shinjō (シンジョエマ Shinjō Ema?)

Seiyū: Kaori Nazuka

#### Familia Kurebayashi
- Karen Kurebayashi (クレバヤシカレン Kurebayashi Karen?)

Seiyū: Michiko Neya
- Serio Kamino (カミノセリオ Kamino Serio?)

#### Familia Kurosawa
- La hermana mayor de Rin (リンスリスツ Rin Suristuru?)

#### Familia Amahane
- Asuka Amahane (アマハネアスカ Amahane Asuka?)

Seiyū: Kikuko Inoue

#### Familia Daichi
- Yutaka Daichi (ダイチユタカ Daichi Yutaka?)

Seiyū: Akihiro Nemoto
- Minoru Daichi (ダイチミノル Daichi Minoru?)

Seiyū: Minami Takahashi

#### Familia Shirakaba
- Shizuo Shirakaba (シラカバシズオ Shirakaba Shizuo?)

Seiyū: Kazuyoshi Hayashi
- Reiko Shirakaba (シラカバレイコ Shirakaba Reiko?)

Seiyū: Mitsuki Nakae

#### Familia Otoshiro
- Noel Otoshiro (オトシロノエル Otoshiro Noeru?)

Seiyū: Kanako Miyamoto
- Takako Otoshiro (オトシロタカコ Otoshiro Takako?)

Seiyū: Eimi Okada
- Sōta Otoshiro (オトシロソタ Otoshiro Sōta?)

Seiyū: Masamichi Kitada

#### Familia Saegusa
- Sanae Saegusa (サエグササナエ Saegusa Sanae?)

Seiyū: Yayoi Sugaya

### Escuela Starlight
Shion Kamiya (カミヤシオン Kamiya Shion?)
Seiyū: Asami Seto
Hikari Minowa (ミノワヒカリ Minowa Hikari?)
Seiyū: Satomi Moriya
Michelle Tachibana (タチバナミシェル Tachibana Misheru?)
Seiyū: Sanae Fuku
Asami Himuro (ヒムロアサミ Himuro Asami?)
Seiyū: Ibuki Kido
Satsuki Miwa (ミワサツキ Miwa Satsuki?)
Seiyū: Sanae Fuku
Akane Mimori (ミモリアカネ Mimori Akane?)
Seiyū: Akane Fujita
Yū Hattori (ハットリユ Hattori Yū?)
Seiyū: Haruka Terui
Tsubaki Saionji (サイオンジツバキ Saionji Tsubaki?)
Seiyū: Ayaka Shimizu
Mimi Watanuki (ワタヌキミミ Watanuki Mimi?)
Seiyū: Ayumi Tsuji
Arisa Mizukoshi (ミズコシアリサ Mizukoshi Arisa?)
Seiyū: Mitsuki Nakae
Reika Yūki (ユキレイカ Yūki Reika?)
Seiyū: Misako Tomioka
Matsuri Hasegawa (はせがわまつり Hasegawa Matsuri?)
Seiyū: Asami Yano
Sango Miura (ミウラサンゴ Miura Sango?)
Seiyū: Ai Kakuma
Ichika Ichihara (イチハライチカ Ichihara Ichika?)
Seiyū: Hiromi Igarashi
Nino Nishijima (ニシジマニノ Nishijima Nino?)
Seiyū: Rei Matsuzaki

## STAR ANIS

### Miembros
- Waka Kirishima (キリシマワカ Kirishima Waka?): como Ichigo Hoshimiya.

- Fūri Uebana (ウエバナフリ Uebana Fūri?): como Aoi Kiriya, Seira Otoshiro y Mikuru Natsuki.

- Yuna Ichikura (イチクラユナ Ichikura Yuna?): como Ran Shibuki, Kaede Ichinose, Ki Saegusa y Shion Kamiya.

- Remi Mitani (ミタニレミ Mitani Remi?): como Otome Arisugawa, Yurika Tōdō y Miyabi Fujiwara.

- Eri Aino (アイノエリ Aino Eri?): como Sakura Kitaōji, Sora Kazesawa, Maria Himesato y Kokone Kurisu.

- Risuko Sasakama (ササカマリスコ Sasakama Risuko?): como Mizuki Kanzaki.

- Ruka Endō (エンドルカ Endō Ruka?): como Akari Ōzora.

### Miembros Graduadas
- Sunao Yoshikawa (ヨシカワスナオ Yoshikawa Sunao?): como Ran Shibuki y Sora Kazesawa (graduada el 28 de diciembre de 2013)

- - Reemplazada por Yuna como Ran Shibuki el 3 de abril de 2014
  - Reemplazada por Eri como Sora Kazesawa el 17 de julio de 2014

- Moe Yamazaki (ヤマザキモエ Yamazaki Moe?): como Yurika Tōdō (graduada el 28 de diciembre de 2013)

- - Reemplazada por Remi como Yurika Tōdō el 31 de mayo de 2014

- Mona Tomoyama (トモヤマモナ Tomoyama Mona?): como Mikuru Natsuki (graduada el 27 de febrero de 2016)

- - Reemplazada por Fūri como Mikuru Natsuki el 26 de marzo de 2016

### Miembros no oficiales

#### Listado
- Yuniko Morishita (モリシタユニコ Morishita Yuniko?): como Hikari Minowa.

## Anime
Un anime de televisión producido por Sunrise comenzó a emitirse en TV Tokyo el 8 de octubre de 2012, reemplazando a Yu-Gi-Oh! Zexal en su horario inicial.

## Videojuego
El juego de arcade Aikatsu! de Bandai comenzó a aparecer en las máquinas recreativas japonesas en octubre de 2012. El juego gira en torno al uso de cartas coleccionables para ayudar a las idols a pasar sus actuaciones. El videojuego, Aikatsu! Cinderella Lesson (アイカツ! シンデレラレッスン Aikatsu! Shinderera Resson?,  lit. "Lecciones de Cenicienta"), fue lanzado para la Nintendo 3DS el 15 de noviembre de 2012 en Japón. Un segundo videojuego para Nintendo 3DS, llamado Aikatsu! Futari no My Princess (アイカツ！２人のmy princess lit. "Aikatsu! Mis dos princesas"?) salió a la venta el 21 de noviembre de 2013. Un tercer videojuego para Nintendo 3DS, llamado Aikatsu! 365 Idol Days' salió a la venta el 4 de diciembre de 2014.

## Música
La música principal y la mayoría de las canciones están compuestas y arregladas por Monaca. Algunas de las canciones también han sido escritas por Saori Codama y uRy. Se han puesto a la venta varios discos con las canciones del anime.

### Canciones
Primera temporada
Temas de apertura
"Signalize!" interpretado por Waka, Fūri, Sunao, y Risuko de STAR☆ANIS (Episodios 1 - 25).
Waka y Risuko de STAR☆ANIS (Episodio 17 - Canción de inserción).
Waka, Fūri, y Sunao de STAR☆ANIS (Episodio 40 - canción de inserción).
"Diamond Happy" (ダイヤモンドハッピー Daiyamondo Happī?) (Episodio 26 - , Episodios 37-39 y 45-46 - Canción de inserción) interpretado por Waka, Fūri, y Sunao de STAR☆ANIS.
Temas de cierre
"Calendar Girl" (カレンダーガール Karendā Gāru?) interpretado por Waka, Fūri, y Sunao de STAR☆ANIS (Episodios 1 - 25, Episodio 22 - Canción de inserción).
Waka, Fūri, Sunao, Remi, y Moe de STAR☆ANIS (Episodio 25 - Canción de inserción).
"Hirari/Hitori/Kirari" (ヒラリ／ヒトリ／キラリ?) interpretado por Waka, Fūri, Sunao, Remi, Moe, Eri, Yuna, y Risuko de STAR☆ANIS (Episodios 26 - 43, 45 -, Episodios 41-42 y 45-46 - Canción de inserción).
"Kiss of the Alice Blue" (アリスブルーのキス Arisu Burū no Kisu?) interpretado por Rey (Episodio 44, Episodio 11 Canción de inserción).
Canciones de inserción
"¡Actividades idol!" (アイドル活動! Aidoru Katsudō!?) interpretado por:
Waka de STAR☆ANIS (Episodios 1 y 6).
Waka y Fūri de STAR☆ANIS (Episodios 2 y 4).
Sunao y Yuniko de STAR☆ANIS (Episodio 8).
Risuko y Waka de STAR☆ANIS (Episodios 16 y 17).
Waka, Fūri, y Sunao de STAR☆ANIS (Episodios 29 y 44).
"Move on Now!" interpretado por:
Risuko de STAR☆ANIS (Episodios 1 y 3).
Waka, Fūri, y Sunao de STAR☆ANIS (Episodio 9).
"Prism Spiral" interpretado por Fūri de STAR☆ANIS (Episodios 5 y 7).
"Angel Snow" interpretado por:
Waka y Remi de STAR☆ANIS (Episodio 10).
Remi de STAR☆ANIS (Episodio 11).
"We wish you a merry Christmas AIKATSU Ver." interpretado por Sunao de STAR☆ANIS (Episodio 12).
"Trap of Love" interpretado por Sunao, Waka, y Fūri de STAR☆ANIS (Episodios 13 y 15).
"Midnight Skyhigh" (真夜中のスカイハイ Mayonaka no Sukaihai?) interpretado por Risuko de STAR☆ANIS (Episodio 14).
"Growing for a dream" interpretado por:
Waka de STAR☆ANIS (Episodios 18 y 23, aparición menor en el episodio 29).
Waka, Fūri, Sunao, Remi, Moe, y Eri de STAR☆ANIS (Episodio 30).
"Glass Doll" (硝子ドール Garasu Dōru?) interpretado por:
Waka y Moe de STAR☆ANIS (Episodio 19).
Moe de STAR☆ANIS (Episodio 20).
"Thrilling Dream" interpreatdo por Sunao y Risuko de STAR☆ANIS (Episodio 21).
"Ponytail After School" (放課後ポニーテール Hōkago Ponītēru?) interpretado por Remi de STAR☆ANIS (Episodio 24).
"Happiness on the same Earth" (同じ地球のしあわせに Onaji Chikyū no Shiawase ni?) interpretado por Eri de STAR☆ANIS (Episodios 26 y 30).
"Shining Sky on The G String" (G線上のShining Sky G Senjō no Shining Sky?) interpretado por:
Waka, Fūri, Sunao, Remi, Moe, Eri, y Risuko de STAR☆ANIS (Episodio 27).
Waka, Fūri, Sunao, y Risuko de STAR☆ANIS (Episodio 28).
Waka y Risuko de STAR☆ANIS (Episodio 28).
"Wake up my music" interpretado por:
Waka y Fūri de STAR☆ANIS (Episodio 31).
Waka y Eimi (Episodio 31).
Risa y Eimi (Episodio 47).
"fashion check!" interpretado por Waka, Fūri, Sunao, Remi, y Moe de STAR☆ANIS (Episodio 32).
"Take Me Higher" interpretado por: 
Waka, Fūri, y Sunao de STAR☆ANIS (Episodios 33 y 35).
Waka, Fūri, Sunao, y Yuna from STAR☆ANIS (Episodio 34).
Risuko, Sunao, y Yuna de STAR☆ANIS (Episodio 36, aparición menor en el episodio 37).
Risuko, Yuna, y Moe de STAR☆ANIS (Episodio 38).
"Summer Summer Vacation!" (さまさまばけーしょん!?) interpretado por Nemu (Episode 40).
"Clockwise Wonderland" (右回りWonderland Migi mawari Wonderland?) interpretado por Waka y Sunao de STAR☆ANIS (Episodio 43).

### CD
| Título | Fecha de lanzamiento    | Canciones                                           |
| --- | ----------------------- | --------------------------------------------------- |
| Signalize/Calendar Girl (Signalize!/カレンダーガール Signalize!/Karendā Gāru?)                                          | 21 de noviembre de 2012 | - Signalize! - Calendar Girl                        |
| First Live! (TVアニメ／データカードダス「アイカツ！」オーディションシングル1 First Live!?)                              | 26 de diciembre de 2012 | - Idol Activity! - Move on Now! - Angel Snow        |
| Second Show! (TVアニメ／データカードダス「アイカツ！」オーディションシングル2 Second Show!?)                            | 31 de enero de 2013     | - Growing for a dream - prism spiral - Trap of Love |
| Third Action! (TVアニメ／データカードダス「アイカツ！」オーディションシングル3 Third Action!?)                          | 27 de febrero de 2013   | - Midnight Skyhigh - Thrilling Dream - Glass Doll   |
| Diamond Happy/Hirari/Hitori/Kirari (ダイヤモンドハッピー/ヒラリ／ヒトリ／キラリ Daiyamondo Happī/Hirari/Hitori/Kirari?) | 26 de junio de 2013     | - Diamond Happy - Hirari/Hitori/Kirari              |

| Título                                                                                   | Fecha de lanzamiento | Canciones |
| ---------------------------------------------------------------------------------------- | -------------------- | --- |
| Fourth Party! (TVアニメ／データカードダス『アイカツ!』挿入歌ミニアルバム Fourth Party!?) | 26 de junio de 2013  | - fashion check! - Take Me Higher - Ponytail After School - Shining Sky on the G String - Clockwise Wonderland - Happiness on the same Earth - Wake up my music - Moonlight destiny |

| Título | Fecha de lanzamiento     | Canciones destacadas                                                                                                   |
| --- | ------------------------ | --- |
| Aikatsu! Music!! 01 (TVアニメ／データカードダス「アイカツ！」オリジナルサウンドトラック アイカツ！の音楽!! 01 Aikatsu! no Ongaku!! 01?). | 25 de septiembre de 2013 | - Signalize! - Diamond Happy - Hirari/Hitori/Kirari - Calendar Girl - Summer Summer Vacation! - Kiss of the Alice Blue |